# Randall Bal
Randall Bal (Sacramento (California), Estados Unidos, 14 de noviembre de 1978) es un nadador estadounidense retirado especializado en pruebas de estilo espalda, donde consiguió ser subcampeón mundial en 2005 en los 100 metros estilo espalda.

## Carrera deportiva
En el Campeonato Mundial de Natación de 2005 celebrado en Montreal ganó la medalla de plata en los 100 metros estilo espalda, con un tiempo de 54.02 segundos, tras su compatriota Aaron Peirsol (oro con 53.62 segundos) y por delante del húngaro László Cseh (bronce con 54.68 segundos).